# Luka Vučko
Luka Vučko, né le 11 avril 1984 à Split en Yougoslavie (aujourd'hui en Croatie), est un footballeur international croate.

## Biographie
Pur produit du Hajduk Split, qui le forme entre 1994 et 2003, Luka Vučko voyage un peu en Croatie et en Europe, avec des passages plus ou moins réussis au NK Solin, au HNK Rijeka, au Saturn Ramenskoïe et à l'Eskişehirspor Kulübü. Avec Split, il gagne une fois le championnat en 2005. Le 26 mai 2010, il joue son seul et unique match avec la Croatie, à Tallinn contre l'Estonie. À la quarante-septième minute, il remplace Dejan Lovren, et obtient le match nul et vierge.
Le 21 février 2011, il rejoint le club polonais du Lechia Gdańsk et y signe un contrat de six mois avec option de prolongation de deux ans. Cinq jours plus tard, il joue son premier match contre le Ruch Chorzów, et marque son premier but le 19 mars face au Śląsk Wrocław en championnat. Titularisé lors de l'ensemble des matches de deuxième partie de saison, il est logiquement prolongé à l'été 2011, et continue sur sa série la saison suivante. Cependant, en avril, il est écarté du groupe professionnel et ne joue plus. Le 18 mai, il résilie son contrat avec le Lechia.
En septembre 2012, il s'engage pour deux ans avec le Pécsi MFC. Ne jouant quasiment pas, il quitte le club quelques mois plus tard.
En février 2013, il signe au San Antonio Scorpions, club de North American Soccer League.

## Palmarès
- Champion de Croatie en 2005 avec Hajduk Split.